# Palthis aeacalis
Palthis aeacalis är en fjärilsart som beskrevs av William Schaus 1913. Palthis aeacalis ingår i släktet Palthis och familjen nattflyn. Inga underarter finns listade i Catalogue of Life.